# یوگو کانو
یوگو کانو (انگلیسی: Yugo Kanno؛ ژاپنی: 菅野 祐悟؛ ۵ ژوئن ۱۹۷۷) موسیقی‌دان، آهنگساز، تنظیم‌کننده، تهیه‌کننده موسیقی و نقاش اهل ژاپن است.
علت شهرت او ساخت آهنگ برای تعداد فراوانی کارتون، سریال و فیلم است.